# Oost-Tartarije
Oost-Tartarije of Maritiem-Tartarije, dat wil zeggen het oostelijke deel van Tartarije, zijn oude namen voor een Mantsjoegebied dat zich uitstrekte van de samenloop van de Amoer en Oessoeririvieren tot het eiland Sachalin. Een gedeelte van het gebied maakt nu onderdeel uit van kraj Primorje.
Het gebied werd in de oudheid bewoond door stammen van de Mohe en Jurchen en door de oude Koreaanse koninkrijken Bohai (of Bohae), Paekche en Silla en de Chinese Liao-dynastie (Kitankoninkrijk). Volgens een Ming-dynastiekroniek van Sheng-Wu-Chi woonden in dit gebied de Toengoezische stammen Kurka, Warka en Weji. Later werden deze verenigd in het Mantsjoe Qing-rijk met Nurhaci als leider en grondvester. Deze gebieden raakten echter weer verloren door een verdrag met Peking.
In de buurt van dit gebied ligt het eiland Sachalin, dat in het Chinees bekendstaat als Ku-Ye-Dao, in het Koreaans als Fu-Sang en in het Ainu en Japans als Karafuto. Russische archeologen hebben hier resten gevonden van oude steden met kastelen en muren. Dit zouden overblijfselen kunnen zijn van oude Mantsjoesteden, maar ook uit de Mongoolse, Toengoezische perioden of uit de tijd van het koninkrijk Bohai kunnen stammen.
Deze gebieden werden bezocht door Japanse onderzoekers als Mamiya Rinzo, die verklaarden dat er verschillende belangrijke steden en havens waren als Haishenwei (nu Vladivostok), Tetyukhe (nu Dalnegorsk) en waarschijnlijk ook Deleng, een belangrijke keizerlijke handelspost volgens sommige documenten.
Vanuit deze gebieden en het nabijgelegen Hulun (Amoer-gebied), zo claimen Japanse wetenschappers, kwam een deel van de Noord-Aziatische voorouders van de Japanners die zich vestigden in Noord-Japan (Ochotskcultuur).